# Castillo palacio de las Seguras
El castillo de las Seguras es una fortificación defensiva cuyos orígenes se remontan al siglo XIV. Está situado en un lugar denominado «Las Seguras», a unos once km al sur de Cáceres y en el propio término municipal  cacereño, en la margen izquierda de la carretera autonómica EX-100, de Cáceres a Badajoz antiguamente designada como N-523. Por sus cercanías discurre el río Salor.

## Historia inicial
Fue construido a finales del siglo XIV y la parte más antigua que existe es la torre del homenaje, situada en una esquina de la fortificación, que se construyó a finales del siglo XV. Posteriormente, se le añadieron una serie de estancias a lo largo del siglo XVI que constituyeron la casa fuerte de la familia de los Ovando, puesto que figuraba a nombre de Pedro de Ovando desde principios de ese siglo. Una pequeña parte del castillo-palacio es de construcción moderna, la escalera principal y la torre de cubo que a principios del siglo XX se reconstruyó sobre las trazas de elementos caídos de la antigua fortaleza.

## Descripción de la construcción
La torre del homenaje tiene forma de prisma cuadrangular, dos plantas y una terraza superior. Cada planta tiene su propio acceso, a nivel de la planta, por lo que hay dos accesos diferentes a cotas diferentes aumentando así su capacidad defensiva. La planta baja y la superior tienen cubiertas abovedadas: la planta baja mediante una bóveda de cañón y la alta mediante una bóveda de arista.
Al igual que otras fortificaciones o palacios fortificados de la ciudad de Cáceres, en la parte superior del castillo, donde está la terraza, tiene las almenas en voladizo apoyadas en canecillos para así poder defenderse mejor y tener más eficacia contra los enemigos, que no se podían resguardar. También dispone de dos  matacanes, igualmente en voladizo, que potencian la fuerza defensiva del castillo.

## Estado de conservación
El castillo-palacio se restauró en 1919 haciéndole parecer más aún a un castillo medieval. Se le dotó de los elementos típicos de los castillos y se le adosó una serie de  blasones,  que fueron traídos de diversos lugares de otras propiedades de la familia y corresponden a los diferentes enlaces de los propietarios a lo largo de los siglos. Su propietario actual, José Miguel Carrillo de Albornoz, III vizconde de Torre Hidalgo, utiliza una parte como su residencia privada y alquila los jardines, planta baja y otras dependencias para la celebración de eventos.

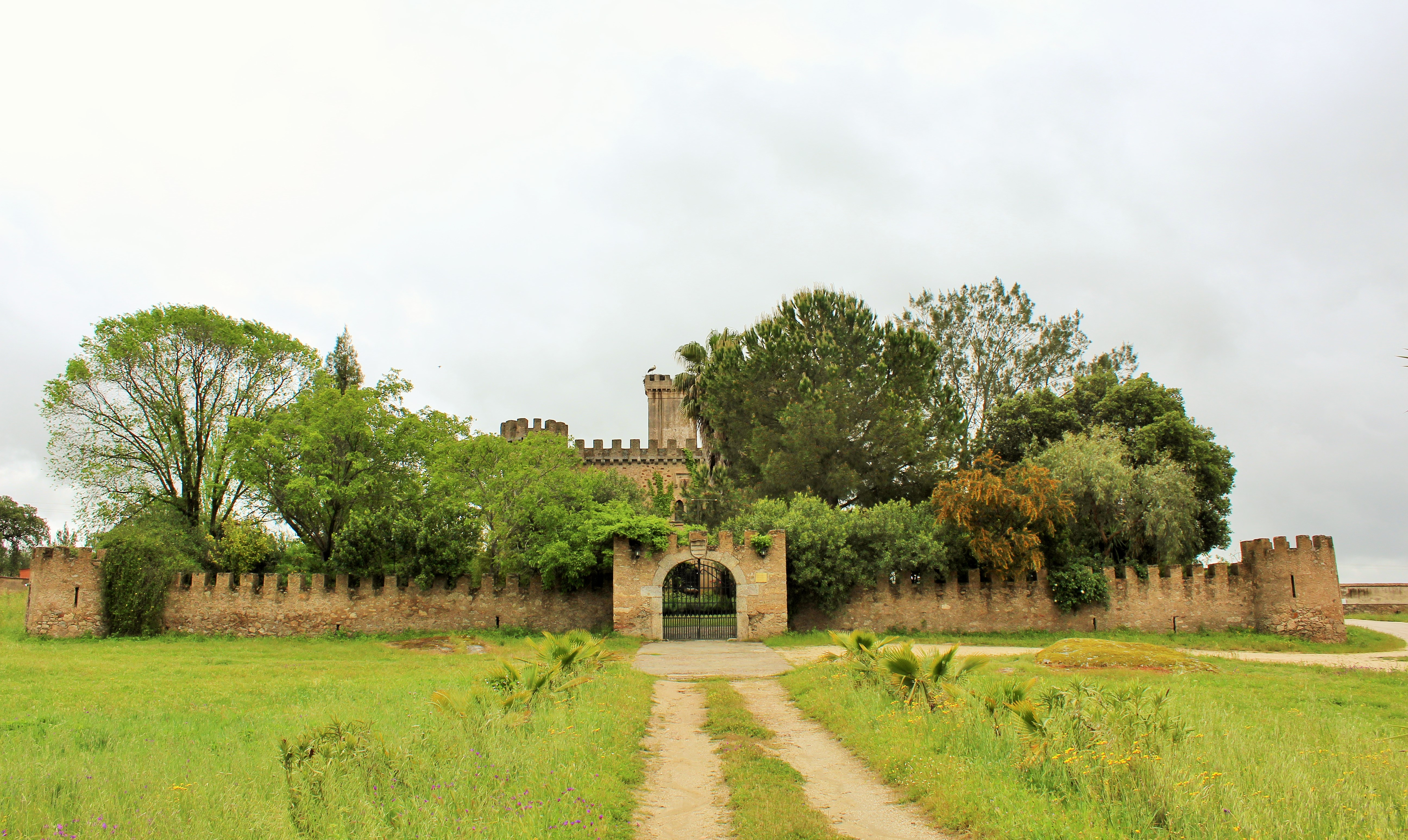
Vista general del castillo
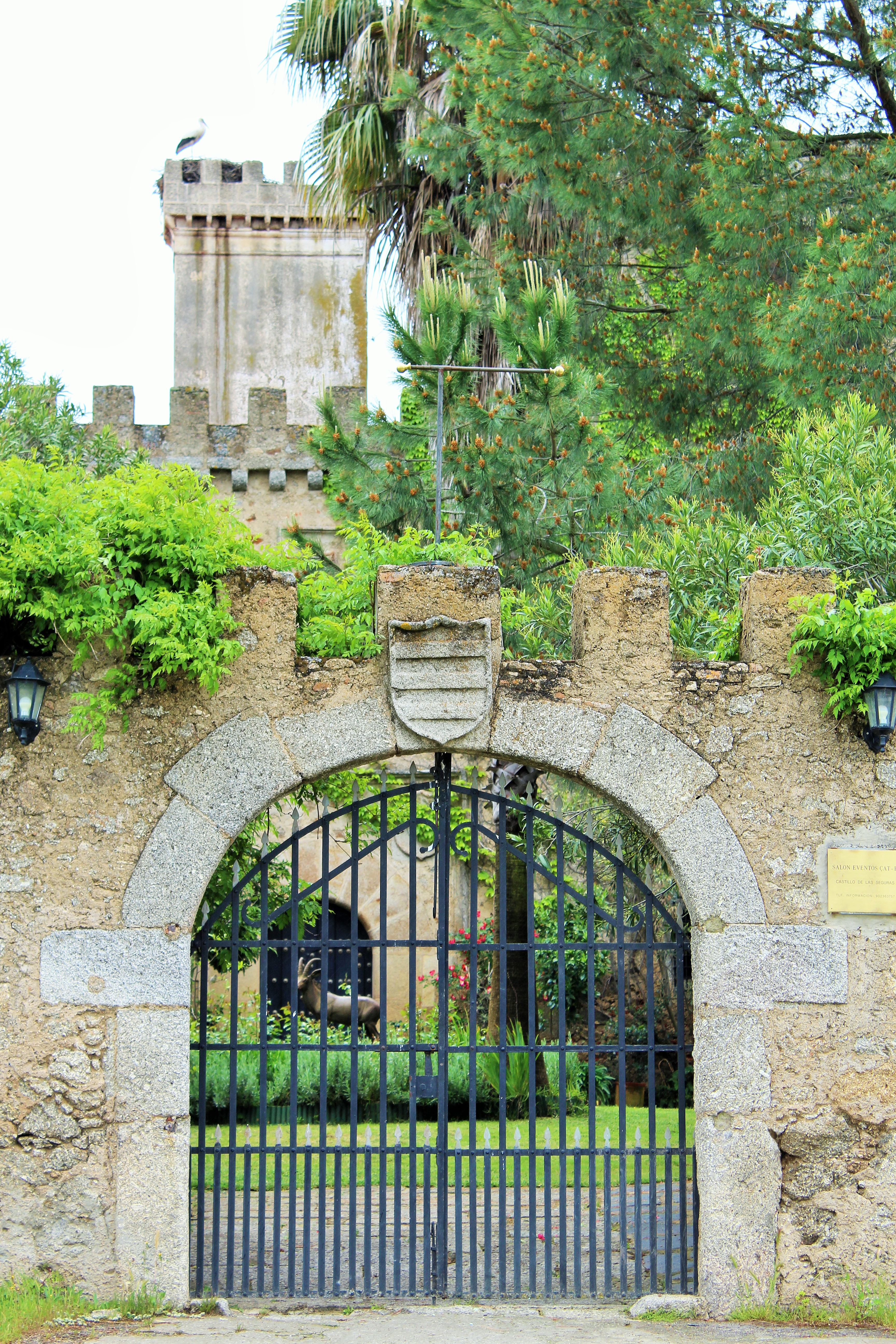
Entrada y torre al fondo
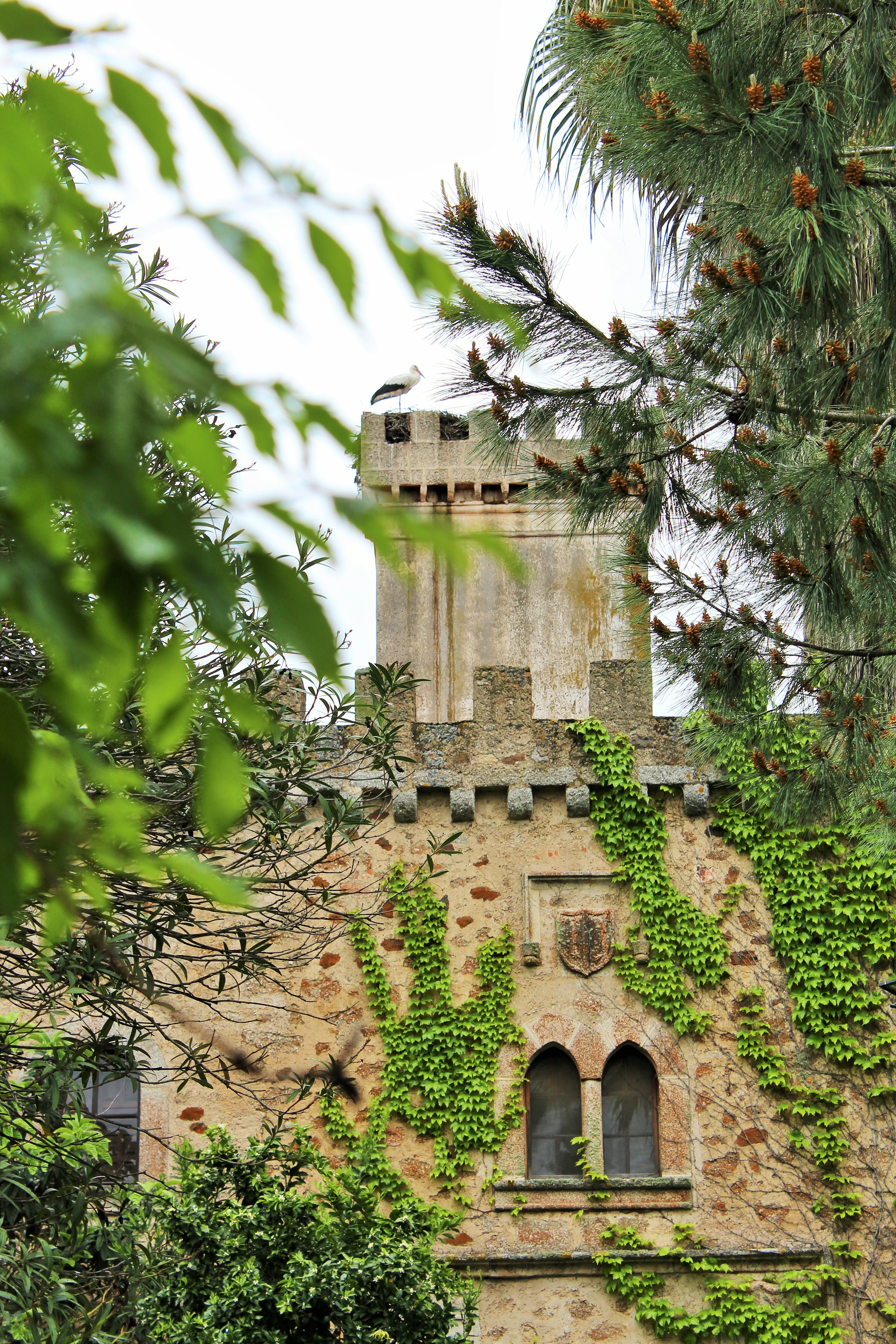
Castillo y torre del homenaje
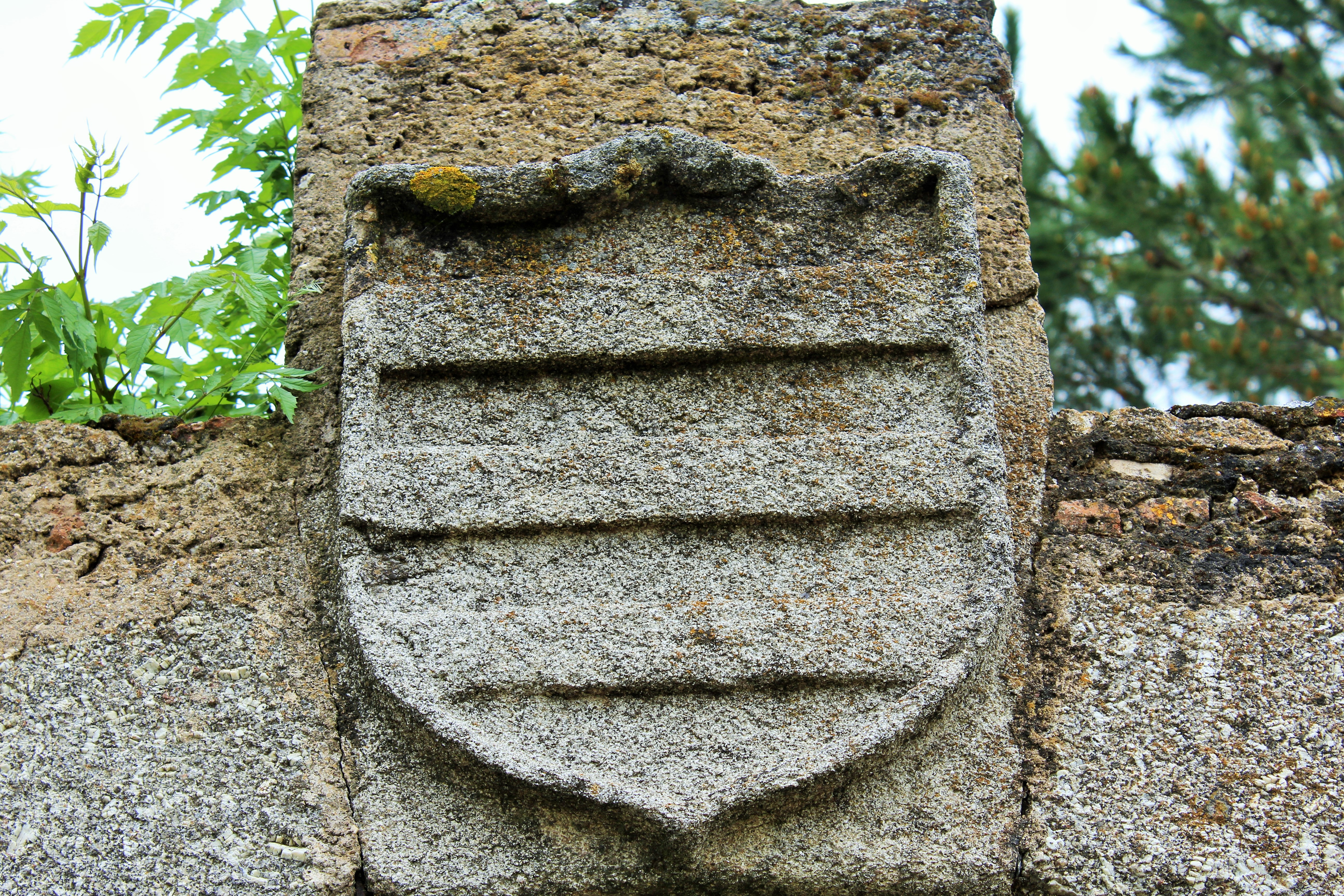
Blasón en la fachada
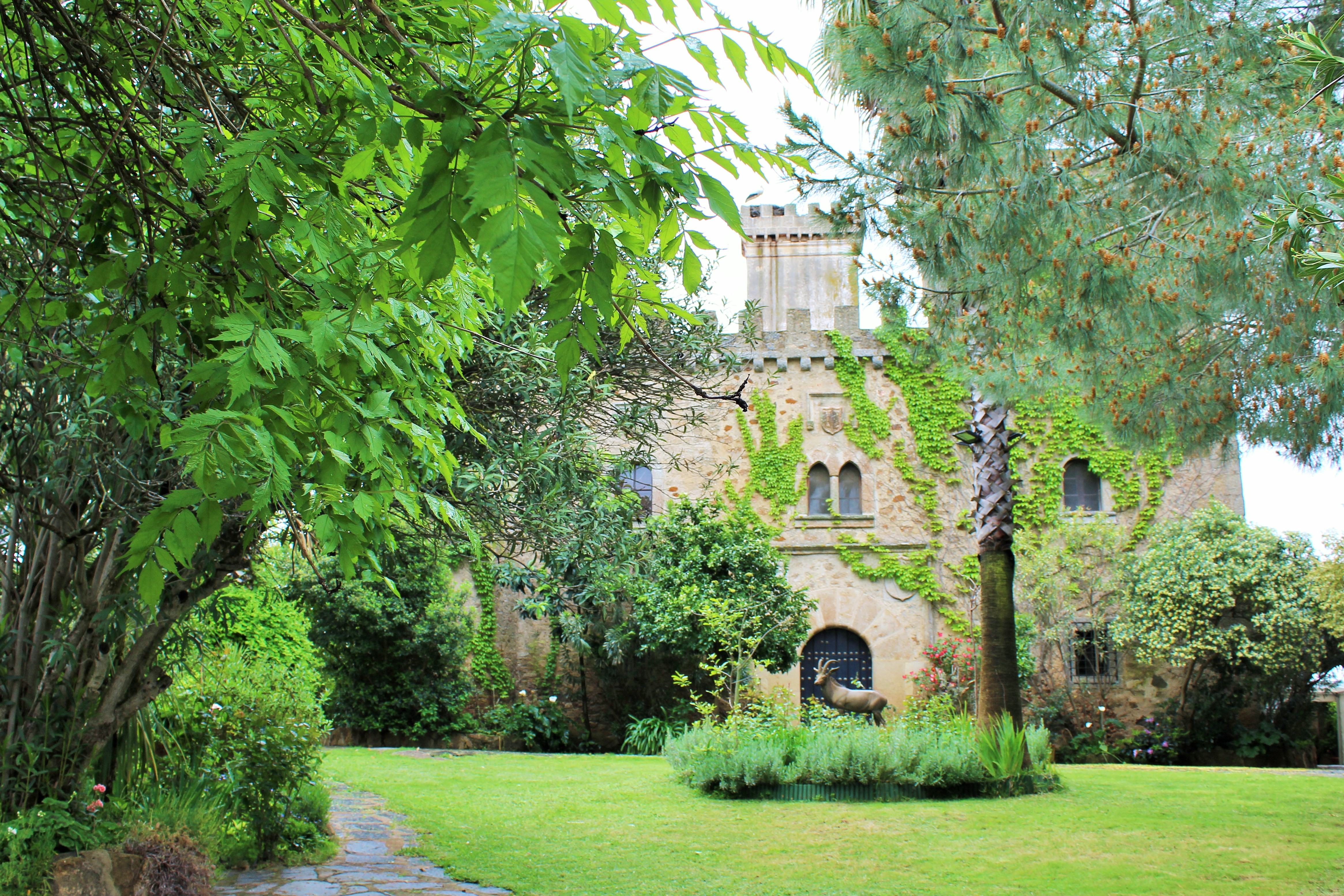
Fachada principal